# Hirli (Zermatt)
Das Hirli (Hurde/Hürde) ist ein Gratkopf am Ostgrat des Matterhorns oberhalb von Zermatt mit einer Höhe von 2889 m ü. M.
Der Weg zur Hörnlihütte, dem Ausgangspunkt für Matterhornbesteigungen über den Normalweg von der Schweizer Seite, führt unterhalb vorbei.
Dem Hirli ist wenig östlich ein Rundhöcker vorgelagert. Dieser – lokal als Hörnli, seit Dezember 2015 ebenfalls als Hirli (2775 m ü. M., Lage) bezeichnet – war früher im Winter durch einen Skilift erschlossen. Dieser Skilift wurde 1962 eröffnet. Damals verfügte er über Holzstützen. Dies bewährte sich allerdings nicht und so wurden die Holzmasten bereits 1965 durch eiserne Stützen ersetzt. Dieser Skilift verkehrte bis April 2015. Danach wurde er durch eine kuppelbare 6er-Sesselbahn ersetzt. Die Talstation der Sesselbahn befindet sich rund 250 Höhenmeter tiefer als zuvor der Skilift. Die Sesselbahn ist eine grosse Aufwertung des Skigebiets Schwarzsee.